# Mailoc
Mailoc, Mailoch o Mahiloc (fl. 571-572) va ser un religiós sueu del segle vi que consta com el primer bisbe documentat de la desapareguda seu de Bretoña.
El seu nom és conegut gràcies a les actes del II Concili de Braga, celebrat l'any 572, en temps del rei sueu Teodomir, moment en què l'erecció de diòcesis gallegues havia agumentat, entre elles Bretoña. Mailoc apareix en darrer lloc confirmant les actes perquè era de les diòcesis més modernes dintre de les diverses seus de l'arxidiòcesi de Lugo. El seu títol en alguns documents Britono. Eclesie o bé Britonorum, Britonensis o Britona, però, en tot cas, la més completa és la de Mailoc Britonensis Ecclesia Eps. hia gestis ss.